# Port lotniczy Kebri Dehar
Port lotniczy Kebri Dehar (kod IATA: AKD, kod ICAO: HAKD) – etiopskie lotnisko obsługujące Kebri Dehar.

## Linie lotnicze i połączenia
| Linia Lotnicza     | Kierunek    |
| ------------------ | ----------- |
| Ethiopian Airlines | 1. Dżidżiga |